# アナフィラトキシン
アナフィラトキシン(en:Anaphylatoxin)とは、抗原抗体複合体が、進入した異物に対して連鎖反応を起こし、活性化したC3～C5補体(complement)をさす 。肥満細胞や好塩基球に作用してヒスタミンを放出させ、血管透過性亢進や平滑筋の収縮を引き起こす。IgEを介さないアナフィラキシーの機序の一つである。

## 働き

### C3a
抗原抗体複合体の周囲へ拡散し、ヒスタミンをマスト細胞から遊離（脱顆粒）させ、毛細血管を拡張してその透過性を高める。高められた毛細血管の透過性は、白血球の動員を助ける。

### C5a
走化性因子(chemotratic factor)として、白血球を引き寄せ、食菌を助ける。
平滑筋の収縮や、毛細血管の透過性を亢進する。

### C4a
アナフィラトキシンとしての働きは上記の補体より少ない。